# Cap d'una nena camperola
Cap d'una nena camperola (en rus Голова крестьянской девушки)és un quadre del pintor rus nascut a Kíev Kazimir Malèvitx de 1913.

## Història
El quadre va ser pintat l'any 1913, no obstant això, Malèvitx mateix el va datar del 1912. En Cap d'una nenan camperola, el pintor rus connecta l'art abstracte (geomètric) amb l'art pur, i per referir-se a aquesta unió utilitza el terme "supranaturalisme", connectant el suprematisme amb el naturalisme.

## Descripció
En el quadre, que tanca la primera sèrie de camperols de Malèvitx, els cilindres i els cons es dissocien entre ells cada cop més dels personatges humans. Les figures se sotmetien a la seva pròpia lògica i pulsació en la disposició espacial, a la seva rima, o al contrast entre elles. Malèvitx va més enllà d'aquesta recerca en aquest quadre, on equilibra el color i la textura de fonsː la cara, la bufanda, la roba, s'estenen sobre l'estricta forma geomètrica cònica que mostra una vista esquemàtica del cap.
Cap d'una nena camperola mostra merament triangles i cercles abstractes per representar la camperola. Aquest estadi en el seu treball recorda l'obra de la pintora d'avantguarda russa Natàlia Gontxarova, que, a la mateixa època, estava creant obres que mostraven la vida i les tradicions dels camperols. El rostre de la camperola laminat en plans curvilinis com si fos una anemone, mostra un artista beneït amb un do per a la desconstrucció.